# Trauma Center (Film)
Trauma Center ist ein Thriller von Matt Eskandari aus dem Jahr 2019.

## Handlung
Als der Partner von Detective Steve Wakes erschossen wird, sinnt dieser auf Rache. Die einzige Mordzeugin ist Madison, welche nach der Schießerei ins Krankenhaus eingeliefert wird. Die Kugel, die sich noch immer in ihrem Bein befindet, ist das einzige Beweisstück, um die Täter zu überführen. Um ihren Schutz zu gewährleisten, lässt Steve sie auf die Isolierstation verlegen. Doch auch das kann die Verfolger nicht aufhalten, und schon bald beginnt eine tödliche Verfolgungsjagd.

## Kritiken
Der Filmdienst urteilt, der „Ein Thriller, der zwar weder in der Figurenzeichnung noch im Plot mit sonderlich originellen Ideen aufwartet, als klaustrophobisches Katz-und-Maus-Spiel aber solide unterhält“.
Der Film wurde auf IMDb mit einer schwachen 4,2/10 Punkte Wertung versehen. Auf Letterboxd erreichte er lediglich eine 1,6.